# Жуль Шаппаз
Жуль Шаппаз (фр. Jules Chappaz) — французький  лижник, призер чемпіонату світу. 
Бронзову медаль світової першості Шаппаз виборов у спринті на  чемпіонаті світу 2023 року, що проходив у словенській Планиці.